# Уильямсон, Сонни Бой (I)
Джон Ли Ке́ртис Уи́льямсон (John Lee Curtis Williamson; 30 марта 1914 года, Джэксон, Теннесси, США — 1 июня 1948 года, Чикаго, Иллинойс, США), более известный как Со́нни Бой Уи́льямсон (Sonny Boy Williamson) — американский блюзовый исполнитель на губной гармонике, автор и исполнитель песен. Его часто считают пионером блюзовой гармошки как сольного инструмента. Он играл на сотнях записей многих блюзовых исполнителей до Второй мировой войны. Под своим собственным именем он был одним из самых записываемых блюзовых музыкантов 1930-х и 1940-х годов и тесно связан с чикагским продюсером Лестером Мелроузом и Bluebird Records. Среди его популярных песен, оригинальных или адаптированных, — " Good Morning, School Girl ", " Sugar Mama ", " Early in the Morning " и " Stop Breaking Down "
Родился недалеко от города Джэксон (Теннесси). Прославился с первой же своей записью, «Good Morning, School Girl», ставшей его самой известной песней.
Стиль игры Уильямсона на губной гармошке оказал большое влияние на исполнителей послевоенного периода. Позже в своей карьере он был наставником многих начинающих блюзовых музыкантов, которые переехали в Чикаго, включая Мадди Уотерса . В попытке извлечь выгоду из славы Уильямсона, Алек «Райс» Миллер начал записываться и выступать под псевдонимом Sonny Boy Williamson в начале 1940-х годов, а позже, чтобы различать их, Джон Ли Уильямсон стал известен как Sonny Boy Williamson I или «оригинальный Sonny Boy».
Рассказывают историю о том, что в 1942 году Джон Ли специально приехал в Арканзас, чтобы поговорить с Миллером по этому поводу, но, по словам друга Миллера гитариста Роберта Локвуда, «Большой Сонни Бой [Миллер] прогнал маленького Сонни Боя [Уильямсона] оттуда. Он не мог с Райсом играть. Райс Миллер играл вещи Сонни Боя лучше, чем он сам».
1 июня 1948 года Джон Ли Уильямсон был убит во время ограбления. Произошло это в чикагском Сайтсайде. Он шёл домой после выступления в «Плантейшн-клабе» на углу 31-й улицы и Джайлс-авеню, питейном заведении всего в одном квартале от своего дома, расположенного по адресу С. Джайл, 3226. По сообщениям, его последними словами были «Господи, помилуй».
В пост-блюзовый период наследие Уильямсона было в некоторой степени затмлено популярностью человека, присвоившего его имя, поскольку Райс Миллер после смерти Уильямсона записал на чикагском лейбле Checker Records и других лейблах много популярных блюзовых песен и во время «Блюзового возрождения» (blues revival) начала 1960-х годов несколько раз отправлялся в турне по Европе.
Когда в 1980 году был основан Зал славы блюза, Уильямсон с новым Сонни Боем (Миллером) были в первой партии включённых туда исполнителей.
Кроме того, песня «Good Morning, School Girl» в исполнении Сонни Боя (Джона Ли) Уильямсона входит в составленный Залом славы рок-н-ролла список 500 Songs That Shaped Rock and Roll.

## Биография и карьера
Уильямсон родился в округе Мэдисон, штат Теннесси , недалеко от Джексона, в 1914 году. Его оригинальные записи были в стиле кантри-блюз, но вскоре он продемонстрировал мастерство в том, чтобы сделать губную гармошку ведущим инструментом для блюза и популяризировал её впервые в более городской блюзовой обстановке. Его называли «отцом современной блюзовой гармошки». В подростковом возрасте он присоединился к Йэнку Рэйчеллу и Слипи Джону Эстесу, играя с ними в Теннесси и Арканзасе . В 1934 году он поселился в Чикаго .
Уильямсон впервые записался в 1937 году для Bluebird Records, и его первая запись, «Good Morning, School Girl», стала стандартом . Он был популярен среди чернокожей аудитории по всему югу Соединённых Штатов и в промышленных городах Среднего Запада, таких как Детройт и Чикаго, и его имя было синонимом блюзовой губной гармошки в течение следующего десятилетия. Другие известные его записи включают «Sugar Mama», «Shake the Boogie», «Better Cut That Out», «Sloppy Drunk», «Early in the Morning», «Stop Breaking Down» и «Hoodoo Hoodoo» (также известный как «Hoodoo Man Blues»). В 1947 году «Shake the Boogie» занял 4-е место в чарте Billboard 's Race Records . Стиль Уильямсона повлиял на многих исполнителей блюзовой губной гармошки, включая Билли Боя Арнольда , Джуниора Уэллса , Сонни Терри , Литтл Уолтера и Снуки Прайора . Он был самым широко известным и влиятельным исполнителем блюзовой губной гармошки своего поколения. Его музыка также оказала влияние на многих его современников и последователей, не игравших на губной гармошке, включая Мадди Уотерса (который играл на гитаре с Уильямсоном в середине 1940-х годов) и Джимми Роджерса (чья первая запись в 1946 году была сделана в качестве исполнителя на губной гармошке, исполняющего сверхъестественную имитацию стиля Уильямсона). Эти и другие исполнители, как блюзовые, так и роковые, помогли популяризировать его песни с помощью последующих записей.
Уильямсон много записывался как руководитель группы и как сайдмен на протяжении своей карьеры, в основном для Bluebird. До того, как Bluebird переехал в Чикаго, где в конечном итоге стал частью RCA Records, многие ранние сессии проходили в Leland Tower, отеле в Авроре, штат Иллинойс . Ночной клуб на верхнем этаже Leland, известный как Sky Club, использовался для прямых трансляций больших групп на местной радиостанции, а в нерабочее время служил студией звукозаписи для ранних сессий Уильямсона и других артистов Bluebird.

## Смерть и наследие
Последняя сессия звукозаписи Уильямсона состоялась в Чикаго в декабре 1947 года, в которой он аккомпанировал Большому Джо Уильямсу . 1 июня 1948 года Уильямсон был убит в результате ограбления на южной стороне Чикаго, когда он возвращался домой с выступления в Plantation Club, на 31-й улице и Giles Avenue, таверне всего в полутора кварталах от его дома, по адресу 3226 S. Giles. Сообщается, что последними словами Уильямсона были «Господи, помилуй».
Уильямсон похоронен на месте бывшей церкви Blairs Chapel Church, к юго-западу от Джексона, штат Теннесси. В 1991 году поклонники и семья приобрели красный гранитный маркер, чтобы отметить место его захоронения. Исторический маркер Теннесси, также установленный в 1991 году, указывает место его рождения и описывает его влияние на блюзовую музыку.

## Проблемы с названием
Его наследие было несколько затмевано в послевоенную эпоху блюза популярностью музыканта, который присвоил его имя, Райса Миллера . Записи, сделанные Уильямсоном между 1937 и его смертью в 1948 году, и те, что были сделаны позже Райсом Миллером, изначально выпускались под именем Сонни Бой Уильямсон. Считается, что Миллер принял это имя, чтобы обмануть аудиторию (и свой первый лейбл), заставив думать, что он был «оригинальным» Сонни Боем. Чтобы провести различие между двумя музыкантами, многие более поздние ученые и биографы называли Джона Ли Уильямсона (1914—1948) Сонни Боем Уильямсоном I, а Миллера (ок. 1912—1965) — Сонни Боем Уильямсоном II.
Чтобы добавить путаницы, около 1940 года джазовый пианист и певец Энох Уильямс записывался на лейбле Decca под именем Сонни Бой Уильямс, а в 1947 году — под именем Санни Бой в составе Sunny Boy Trio.

## Дискография
Шаблон:Clean-up section

### Синглы
| Year | A-side                             | B-side                    | Label      |
| ---- | ---------------------------------- | ------------------------- | ---------- |
| 1937 | «Skinny Woman»                     | «Got the Bottle and Gone» | Bluebird   |
| 1937 | «Good Morning, School Girl»        | «Sugar Mama»              | Bluebird   |
| 1938 | «Worried Me Blues»                 | «Frigidaire Blues»        | Bluebird   |
| 1938 | «Suzanna Blues»                    | «Black Gal Blues»         | Bluebird   |
| 1938 | «Up The Country Blues»             | «Collector Man Blues»     | Bluebird   |
| 1938 | «Miss Louisa Blues»                | «Until My Love Come Down» | Bluebird   |
| 1938 | «Decoration Day Blues»             | «Down South»              | Bluebird   |
| 1938 | «Lord, Oh Lord Blues»              | «Shannon Street Blues»    | Bluebird   |
| 1938 | «Honey Bee Blues»                  | «Whiskey Head Blues»      | Bluebird   |
| 1938 | «Sunny Land»                       | «My Little Cornelius»     | Bluebird   |
| 1939 | «Susie-Q»                          | «Goodbye Red»             | Bluebird   |
| 1939 | «Doggin' My Love Around»           | «Little Low Woman Blues»  | Bluebird   |
| 1940 | «Tell Me Baby»                     | «Honey Bee Blues»         | Bluebird   |
| 1940 | «I’m Not Pleasing You»             | «New Ailhouse Blues»      | Bluebird   |
| 1940 | «I’ve Been Dealing With the Devil» | «War Time Blues»          | Bluebird   |
| 1940 | «Joe Louis & John Henry Blues»     | «Thinking My Blues Away»  | Bluebird   |
| 1940 | «Good Gravy»                       | «T. B. Blues»             | Bluebird   |
| 1940 | «Something Going On Wrong»         | «Good Gal Blues»          | Bluebird   |
| 1941 | «Coal and Iceman Blues»            | «Mattie Mae Blues»        | Bluebird   |
| 1941 | «Welfare Store Blues»              | «Train Fare Blues»        | Bluebird   |
| 1941 | «Jivin' The Blues»                 | «My Little Machine»       | Bluebird   |
| 1941 | «Western Union Man»                | «Shotgun Blues»           | Bluebird   |
| 1941 | «My Baby Made a Change»            | «Big Apple Blues»         | Bluebird   |
| 1941 | «You Got to Step Back»             | «Sloppy Drunk Blues»      | Bluebird   |
| 1941 | «I’m Gonna Catch You Soon»         | «Million Years Blues»     | Bluebird   |
| 1942 | «She Don’t Love Me That Way»       | «Black Panter Blues»      | Bluebird   |
| 1942 | «I Have Got to Go»                 | «My Black Name Blues»     | Bluebird   |
| 1942 | «Springtime Blues»                 | «Drink On Little Girl»    | Bluebird   |
| 1942 | «Ground-Hog Blues»                 | «Broken Heart Blues»      | Bluebird   |
| 1942 | «Shady Grove Blues»                | «She Was a Dreamer»       | Bluebird   |
| 1944 | «Decoration Day Blues No. 2»       | «Love Me, Baby»           | Bluebird   |
| 1945 | «Miss Stella Brown-Blues»          | «Desperado Woman»         | Bluebird   |
| 1945 | «Win the War Blues»                | «Check Up On My Baby»     | Bluebird   |
| 1946 | «Sonny Boy’s Jump»                 | «Elevator Woman»          | Bluebird   |
| 1946 | «You’re an Old Lady»               | «Early in the Morning»    | RCA Victor |
| 1946 | «Shake the Boogie»                 | «Mean Old Highway»        | RCA Victor |
| 1947 | «Hoodo Hoodo»                      | «Sonny Boy’s Cold Chills» | RCA Victor |
| 1947 | «Lacey Belle»                      | «Polly Put the Kettle On» | RCA Victor |
| 1947 | «Mellow Chick Blues»               | «G. M. & O. Blues»        | RCA Victor |
| 1948 | «Super Gal»                        | «Willow Tree Blues»       | RCA Victor |
| 1948 | «All of Me» §                      | «Rub A Dub» §             | RCA Victor |
| 1948 | «Better Cut That Out»              | «The Big Boat»            | RCA Victor |
| 1948 | «Alcohol Blues»                    | «Apple Tree Swing»        | RCA Victor |
| 1948 | «Rub A Dub»                        | «Stop Breaking Down»      | RCA Victor |
| 1949 | «Wonderful Time»                   | «Blues About My Baby»     | RCA Victor |
| 1949 | «Southern Dream»                   | «I Love You For Myself»   | RCA Victor |
| 1949 | «Bring Another Half A Pint»        | «Little Girl»             | RCA Victor |

### Сборники альбомов
Записи Уильямсона были выпущены на пластинках 78 об/мин компанией Bluebird Records (дочерней компанией RCA Victor Records) или, после того как лейбл был закрыт, RCA Victor. За эти годы RCA выпустила несколько сборников материала Уильямсона, в том числе:
- Big Bill & Sonny Boy (Side 2 only) (RCA, 1964)
- Bluebird Blues (RCA, 1970)
- Rare Sonny Boy (1937—1947) (RCA, 1988)
- RCA Blues & Heritage Series: The Bluebird Recordings, 1937—1938 (RCA, 1997)
- RCA Blues & Heritage Series: The Bluebird Recordings, 1938 (RCA, 1997)
- When The Sun Goes Down: The Secret History of Rock & Roll, Vol. 8: Bluebird Blues (RCA Victor, 2003)

Специализированные лейблы, такие как JSP Records , Saga, Indigo, Snapper и другие, также выпускали сборники. В 1991 году Document Records выпустили Williamson’s Complete Recorded Works In Chronological Order на пяти CD.